# Stilobezzia bimacula
Stilobezzia bimacula är en tvåvingeart som först beskrevs av Jean-Jacques Kieffer 1910.  Stilobezzia bimacula ingår i släktet Stilobezzia och familjen svidknott. Inga underarter finns listade i Catalogue of Life.